# 57-й кинофестиваль в Сан-Себастьяне
57-й кинофестиваль в Сан-Себастьяне проходил с 18 по 26 сентября 2009 года в Сан-Себастьяне (Страна Басков, Испания).

## Жюри
- Лоран Канте, кинорежиссёр (президент жюри).
- Пон Чжун Хо, кинорежиссёр.
- Даниэль Хименес Качо, актёр.
- Джон Мэдден, кинорежиссёр.
- Леонор Силвейра, актриса.
- Пилар Лопес де Айала, актриса.
- Самира Махмальбаф, кинорежиссёр.

## Фильмы фестиваля

### Официальный конкурс
- «Хлоя», реж. Атом Эгоян ( США,  Канада,  Франция)
- «Мать и дитя», реж. Родриго Гарсиа ( США)
- «С 10 до 11», реж. Пелин Эсмер ( Турция,  Франция,  Германия)
- «Блаженные», реж. Ана Коккинос ( Австралия)
- «Город жизни и смерти», реж. Лу Чуань ( Китай)
- «Проклятые», реж. Исаки Лакуэста ( Испания)
- «Похороните меня заживо», реж. Аарон Шнайдер ( США,  Германия,  Польша)
- «Хадевейх», реж. Брюно Дюмон ( Франция)
- «Белые луга», реж. Мохаммад Расулоф ( Иран)
- «Моя девочка не хочет…», реж. Кристоф Оноре ( Франция)
- «Женщина без пианино», реж. Хавьер Ребольо ( Испания)
- «Убежище», реж. Франсуа Озон ( Франция)
- «Тайна в его глазах», реж. Хуан Хосе Кампанелья ( Аргентина)
- «Это любовь», реж. Маттиас Гласнер ( Германия)
- «Я приехала из Пусана», реж. Чон Су Иль ( Республика Корея)
- «Я тоже», реж. Альваро Пастор, Антонио Наарро ( Испания)

## Лауреаты

### Официальные премии
- Золотая раковина: «Город жизни и смерти», реж. Лу Чуань.
- Специальный приз жюри: «Убежище», реж. Франсуа Озон.
- Серебряная раковина лучшему режиссёру: Хавьер Ребольо («Женщина без пианино»).
- Серебряная раковина лучшей актрисе: Лола Дуэньяс («Я тоже»).
- Серебряная раковина лучшему актёру: Пабло Пинеда («Я тоже»).
- Приз за лучший сценарий : Эндрю Бовелл, Патриция Корнелиус, Мелисса Ривз, Христос Циолкас («Блаженные»).
- Приз жюри за лучшую операторскую работу: Цао Юй («Город жизни и смерти»).

### Неофициальные премии
- Награда лучшему молодому режиссёру: Филипп Ван Леу («День, когда Бог уехал в путешествие») ( Бельгия)
  - Специальное упоминание: Матиас Арман Юрдаль («Вместе») ( Норвегия)
- Награда секции «Горизонты» : «Гигант», реж. Адриан Биньес ( Уругвай)
  - Специальное упоминание: «Франция», реж. Адриан Каэтано ( Аргентина)
- Приз зрительских симпатий: «Сокровище», реж. Ли Дэниелс ( США)
  - За лучший европейский фильм: «Цветок пустыни», реж. Шерри Хорман ( Великобритания,  Германия,  Австрия)
- Награда молодой аудитории: «Дети Диярбакира», реж. Мираз Безар ( Турция,  Германия)
- Приз Tve Otra Mirada: «Сокровище», реж. Ли Дэниелс ( США)
  - Специальное упоминание: «Женщина без пианино», реж. Хавьер Ребольо ( Испания)

### Почётная награда — «Доностия» за вклад в кинематограф
- Иэн Маккеллен